# Моранди, Франц Осипович
Франц Осипович (Франциск) Моранди (4 февраля 1811, Милан, Италия — 23 октября 1894, Фиума, Италия) — одесский архитектор, академик Императорской Академии художеств, педагог, общественный деятель.

## Биография
Родился 4 февраля 1811 года в Милане. После окончания гимназии в городе Кремона, в 1828 году поступил в Императорский королевский лицей Св. Александра в Милане «для усовершенствования в практической архитектуре, геометрии и математике», где обучался у Леопольда Лавелли и откуда выпустился в 1833 году. В 1838—1839 годы обучался в Академии искусств Брера (сейчас район Милана), где получил звания действительного художника архитектуры и живописи. В 1838 году по поручению профессора Гисланди украшал один из залов в миланском палаццо. В 1839 году во время эпидемии холеры потерял родителей, после чего покинул Италию и переехал в Одессу, где какое-то время работал декоратором в городском театре. Затем переехал в Петербург, где работал вместе с Огюстом Монферраном и Людвигом Фонтана (позже, в 1852 году, он женился на дочери Фонтана). В середине 1841 года вернулся в Одессу. Начал работать с частными заказчиками. В 1843 году послал в Петербургскую Академию художеств 4 проекта: реконструкции одесского театра (1841), два варианта синагоги (1842, 1843), стены и башни карантина, подпорной стены Приморского бульвара с оборудованием подземных складов. Получил от академии звание «назначенного» в академики. В 1845 году получил звание неклассного художника за произведенные им постройки и исполнение программы на звание академика «здание для полиции в одной столице», а в 1857 году — звание академика архитектуры за «проект почтамта в столице».
Сперва Моранди использовал в своем творчестве стилевые формы позднего ампира и бидермейера, в дальнейшем — неоренессанса, неоромантики и неоготики, неороссийского и неомусульманского стилевых направлений.
С 1845 по 1890 находился на службе. Сперва исполнял обязанности архитектора разных частей города. С 1861 года занимал должность архитектора реорганизованного Строительного комитета и женского благотворительного общества, с 1865-го — архитектора при исполнительном комитете думы, затем при городской управе.
Среди его творческих достижений целый ряд осуществленных в Одессе проектов — проект здания главной синагоги в 1843 году (строилась в 1850—1859 годах по его же второму проекту 1846 года), проект Вознесенской церкви в районе 9-й станции Большого Фонтана, дом под № 10 на Приморском бульваре (между гостиницей «Лондонская» и Дворцом культуры моряков), смежные дома-дворцы на Екатерининской площади, под № 4 и № 6 (строились в 1850—1859 годах), дом № 19 и № 66 по Пушкинской улице. Им же была перепланирована городская больница, перестроены здания Думы, кафедральный собор и ряд других культовых учреждений. Собственный дом Моранди, построенный им же, располагался на Новорыбной улице, под № 28.
Франц Моранди разработал генеральный план застройки города, который был утвержден императором в 1849 году. В нём были намечены новые казармы, Конный рынок, Новое христианское и Слободское кладбища, застройка набережной под Приморским бульваром, устройство Сенного ряда рядом с Привозом, благоустройство Театральной площади и Внешнего бульвара. В 1867 году по инициативе Моранди началась реконструкция Александровского проспекта — проспект расширили и добавили боковые аллеи. В начале 1870-х Моранди установил чугунные ограждения у зеленых насаждений на проспекте.
В 1850-е годы спроектировал дворец императрицы и несколько других строений в Ореанде рядом с Ялтой.
Активно занимался общественной деятельностью. Член Общества сельского хозяйства Южной России. Член Одесского отделения Российского технического общества. Член Императорского Одесского Общества истории и древностей (в течение многих лет состоял и его казначеем). Был одним из инициаторов создания Одесского общества изящных искусств (с двумя школами — рисовальной и музыкально-певческой), основанного в Одессе в 1865 году. Президентом Общества был избран светлейший князь Семён Михайлович Воронцов, покровителем Общества — Генерал-Губернатор граф Коцебу, Вице-Президентом — архитектор-академик Франц Осипович Моранди. 30 мая 1865 года Обществом была открыта Одесская рисовальная школа. Так как Общество создавалось в основном на энтузиазме и никто не мог предположить, сколько средств удастся собрать, в первый год преподаватели работали бесплатно. Среди преподавателей, работавших на общественных началах был и Франц Осипович. Продолжительное время школа существовала исключительно на добровольные пожертвования и не имела постоянного адреса. В таких условиях крайне тяжело было решать вопросы материального и учебно-методического характера. На долгие 30 лет эти проблемы стали заботой вице-президента Общества Франца Осиповича Моранди, находившего время и силы для обустройства рисовальной школы: он заботился об обеспечении педагогическими кадрами, книгами, наглядными пособиями. Известно, что первые гипсовые слепки, рисунки, гравюры и манекены были им выписаны из Миланской Академии художеств, с которой он имел тесные контакты. Одесская таможня даже освободила от пошлины ввоз гипсовых слепков из-за границы. В 1869 году именно по приглашению Моранди в Одессу приехал Луиджи Доминикович Иорини, выпускник Миланской Академии художеств. Он остался в Одессе, жил и преподавал рисунок и скульптуру до самой смерти в 1911 году. Луиджи Иорини стал одним из самых известных преподавателей школы и выпустил многих одесских художников и скульпторов, ставших впоследствии знаменитыми.
Пользовался большим уважением также за границей. Получил звание профессора Болонской академии, был членом-корреспондентом Рафаэлевской королевской академии художеств. Миланская академия искусств пригласила Моранди в 1886 году участвовать в жюри для оценки конкурсных проектов Миланского собора. Имел награды: орден Святой Анны 3-й степени (1886).
В 1890 году вышел на пенсию. Последние месяцы жизни провел в римском предместье Фиума, где скончался 23 октября 1894 года. По настоянию родственников архитектора и одесской общественности был погребен в Одессе на Старом кладбище.

## Проекты и постройки

### Одесса
- Екатерининская площадь, д. 4 и 6

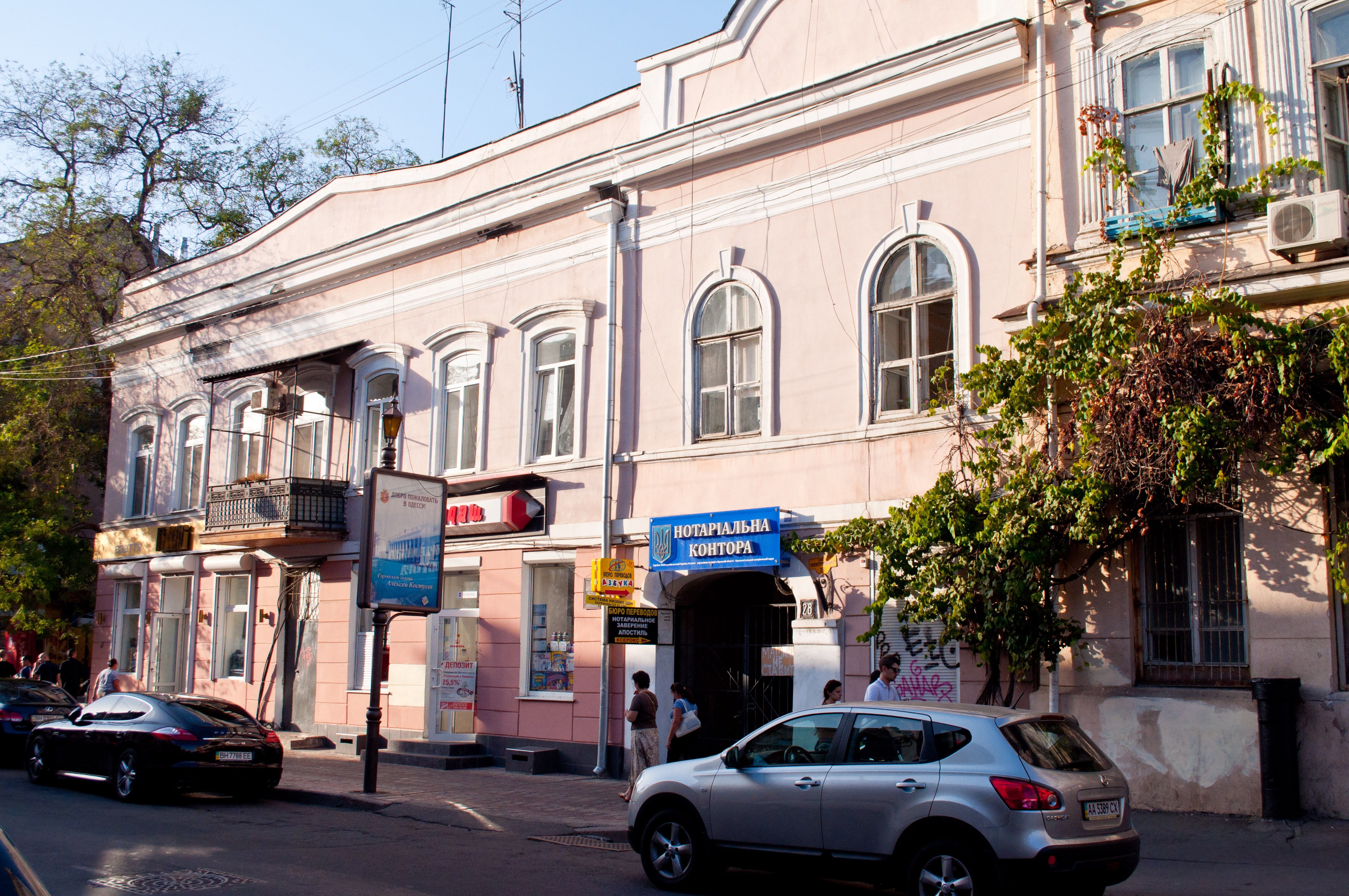
«Дом Карузо». Ланжероновская улица, 28 (1848)

- «Дом Карузо». Ланжероновская улица, 28 (1848).